# Blue Rapids
Blue Rapids is een plaats (city) in de Amerikaanse staat Kansas, en valt bestuurlijk gezien onder Marshall County.

## Demografie
Bij de volkstelling in 2000 werd het aantal inwoners vastgesteld op 1088.
In 2006 is het aantal inwoners door het United States Census Bureau geschat op 1041, een daling van 47 (-4,3%).

## Geografie
Volgens het United States Census Bureau beslaat de plaats een oppervlakte van
5,4 km², waarvan 5,3 km² land en 0,1 km² water. Blue Rapids ligt op ongeveer 359 m boven zeeniveau.

## Plaatsen in de nabije omgeving
De onderstaande figuur toont nabijgelegen plaatsen in een straal van 28 km rond Blue Rapids.